# Wolf Wilhelm Friedrich von Baudissin

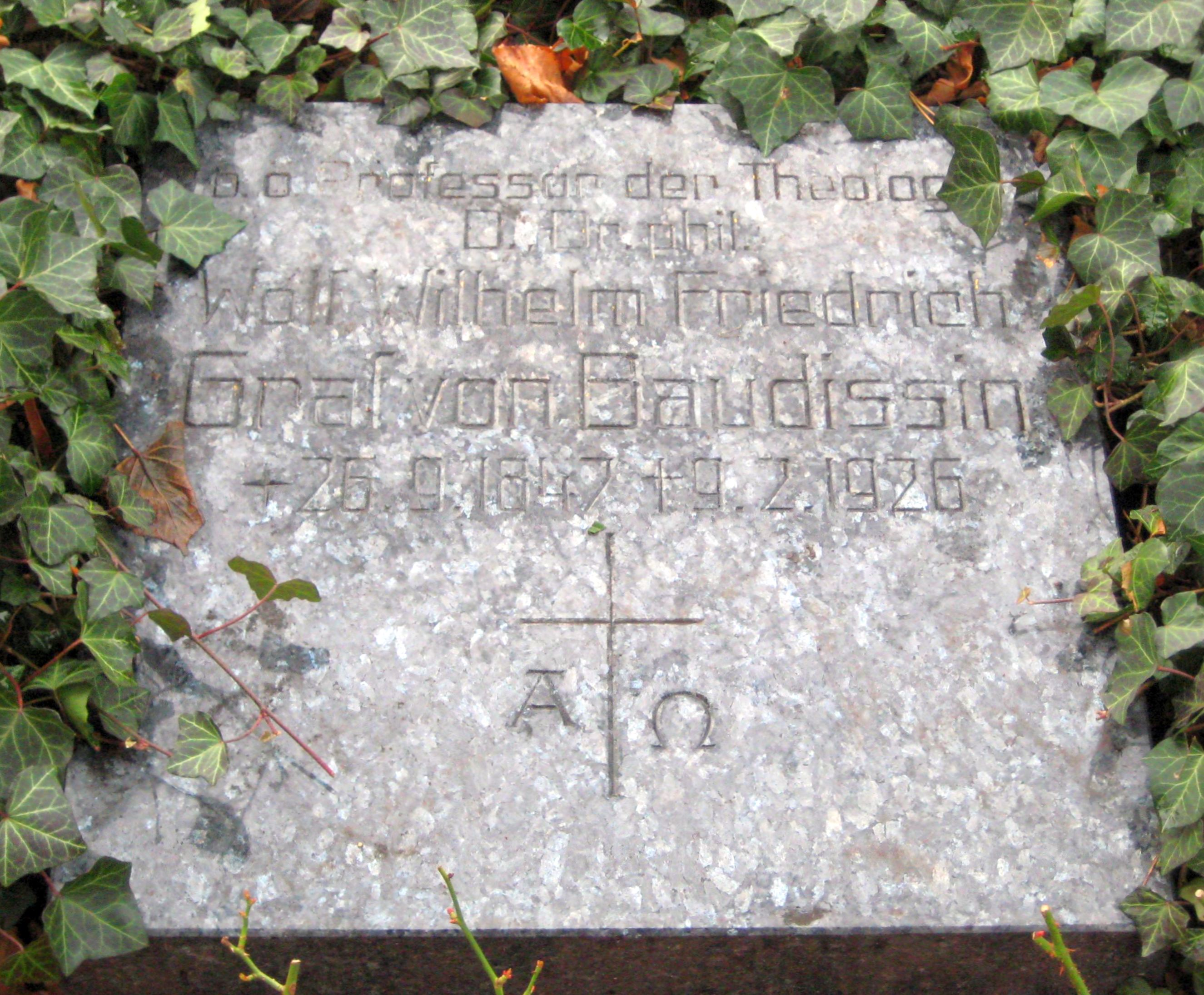
von Baudissins gravsten på Invalidenfriedhof, Berlin.

Wolf Wilhelm Friedrich von Baudissin, född 26 september 1847, död 6 februari 1926, var en tysk greve och religionshistoriker.
von Baudissin var professor vid ett flertal tyska universitet, bland annat i Berlin 1900-21. von Baudissins egentliga forskningsområde var semitisk, särskilt israelitisk-judisk religionshistoria. Han betonar sambandet mellan Gamla testamentets religion och andra semitiska religioner, dock så att han visar, hur israelitiska religionen inte bara tog emot utan även gav impulser till andra religioner i området. Bland hans skrifter märks: Studien zur semitischen Religionsgeschichte (2 band, 1876-78), Adonis und Esmun (1911), samt Kyrios als Gottesname (3 band, 1926-27, utgiven av Otto Eissfeldt).